# 우리, 집
《우리, 집》은 2024년 5월 24일부터 2024년 6월 29일까지 방송했던 MBC 금토 드라마였다.

## 기획 의도
성공한 심리 상담가이자 셀럽인 노영원이 시어머니 홍사강과 행복한 가정을 위협하는 사건을 마주하고 공조하면서 소중한 가족을 지켜내려는 코믹 스릴러 드라마

## 제작진

### 제작사
- 레드나인픽쳐스 : SBS 금토 드라마 《법쩐》 제작

### 극본
- 남지연 : MBC 월요 시트콤 《소울메이트》(공동집필), JTBC 《비정상회담》(공동 집필), tvN 《황금거탑》(공동 집필), 네이버TV 《그래서 나는 안티팬과 결혼했다》(공동 집필) 집필

### 연출
- 이동현 : MBC 월화 드라마 《위대한 유혹자》(공동 연출), MBC 월화 드라마 《나쁜 형사》(공동 연출), MBC 주말 특별 기획 드라마 《황금정원》(공동 연출), MBC 특집 드라마 《미쓰리는 알고 있다》(연출), MBC 금토 드라마 《닥터 로이어》(공동 연출) 연출
- 위득규 : MBC 특집 드라마 《뫼비우스 : 검은 태양》(연출) 연출

## 등장 인물
- (†) 표시는 드라마 상에서 최종적으로 사망한 인물이다.

### 주요 인물
- 김희선 : 노영원 역 - 대한민국 최고 심리상담의, 고면과 사강의 며느리. 도현의 어머니. 재진의 아내. 최여사의 조카며느리. 영민의 누나
- 이혜영 : 홍사강 역 - 추리소설 작가 / 영원의 시어머니, 재진의 어머니. 도현의 친할머니. 고면의 아내. 최여사의 올케언니
- 김남희 : 최재진 역 - 성형외과 의사 / 영원의 남편, 도현의 아버지. 고면과 사강의 아들. 최여사의 조카. 지은의 직장동료
- 연우 : 이세나 역 (†) - 베일에 싸인 여자, 행보를 예측할 수 없는 기묘한 여자.

### 영원과 사강의 가족
- 권해효 : 최고면 역 (†, 1회~2회/11회) - 전 검찰총장 / 영원의 시아버지, 재진의 아버지. 사강의 남편. 도현의 친할아버지. 최여사의 오빠
- 박재찬 : 최도현 역 - 영원과 재진의 아들, 고면과 사강의 친손자. 최여사의 조카 손자. 영민의 조카
- 황찬성 : 노영민 역 - 영원의 남동생, 영원의 천덕꾸러기 남동생. 재진의 처남. 고면&사강&최여사의 사돈총각. 도현의 외삼촌
- 김선경 : 최 여사 역 - 고면의 여동생이자 사강의 시누이, 재진의 고모. 도현의 고모할머니. 영원의 시고모. 영민의 사돈
- 퐁당이 : 재복이 역 - 영원 가족의 반려견

### 영원의 주변 인물
- 최정인 : 김라경 역 - 영원 클리닉 직원, 오랜 시간 영원과 희로애락을 함께 해온 동료이자 가족 같은 사이

### 사강의 주변 인물
- 안길강 : 박강성 역 - 사강의 조력자 / 옥수수 국수집 운영

### 재진의 주변 인물
- 신소율 : 오지은 역 - 성형외과 의사 / 재진의 동료
- 정건주 : 문태오/오태환 역 - 도현의 과외 선생님, 지환의 쌍둥이 형.

### 그 외 인물
- 정헌 : 구경태 역 - 경찰공무원 / 지은의 남자친구
- 한성민 : 소이 역 - 도현의 학교 선배
- 한상조 : 박승재 역 - 강성의 조카이자 영민의 친구
- 정웅인 : 정두만 역 - 사립 탐정
- 양재현 : 안요섭 역 - 고면의 수행비서
- 홍루현 : 곽선영 역 - 영원 집안의 가사도우미

### 기타 인물
- 전진기 : 노선호 역 (†) - 황주그룹 이사, 영원의 아버지
- 박혜진 : 정선희 역 - 영원의 어머니, 홍학 병원에 입원 중인 치매 환자
- 류태호 : 강 원장 역 - 홍학 병원 원장
- 황현빈 : 영자 역 - 홍사강의 문하생
- 박용 : 차민구 역 - 14년 전 강릉 일가족 화재 사건을 수사하던 형사
- 김여진 : 소이의 어머니 역
- 문서윤 : 죽은 이세은의 대역 인물 역
- 임예은 : 마리아 수녀 역
- 최희도 : 양평서 형사 역 - 양평 별장 살인사건 담당 형사
- 신윤제 : 준호 역
- 방정현 : 변호사 역
- 한수호 : 오지환 역 (†) - 오태환의 쌍둥이 형제

### 특별출연
- 김민상 : 김 형사 역[1] - 양평 별장 살인사건 담당 형사 (10회)

## 시청률
최저 시청률과 최고 시청률은 시청률 조사회사와 지역별로 시청률에 차이가 있을 수 있습니다.
| 2024년 | 2024년   | 2024년         | 2024년       |
| 회차   | 방송일   | AGB 시청률     | AGB 시청률   |
| 회차   | 방송일   | 대한민국(전국) | 서울(수도권) |
| ------ | -------- | -------------- | ------------ |
| 제1회  | 5월 24일 | 6.0%           | 5.7%         |
| 제2회  | 5월 25일 | 5.5%           | 5.2%         |
| 제3회  | 5월 31일 | 6.2%           | 6.3%         |
| 제4회  | 6월 1일  | 4.9%           | 4.5%         |
| 제5회  | 6월 7일  | 6.0%           | 6.2%         |
| 제6회  | 6월 8일  | 5.1%           | 4.9%         |
| 제7회  | 6월 14일 | 5.1%           | 4.9%         |
| 제8회  | 6월 15일 | 4.8%           | 4.5%         |
| 제9회  | 6월 21일 | 5.5%           | 5.6%         |
| 제10회 | 6월 22일 | 4.9%           | 4.7%         |
| 제11회 | 6월 28일 | 5.6%           | 5.6%         |
| 제12회 | 6월 29일 | 5.5%           | 5.0%         |

## 참고 사항
- 제작사가 jpx스튜디오에서 레드나인픽처스로 변경되었다. 2023년 8월 27일 제작 무산되는 드라마들이 많다는 주제의 칼럼 형식 보도를 통해 제작 무산의 사례처럼 알려졌으나,# 사실 정작 기사 내용은 '가스라이팅'의 제작사가 jpx스튜디오에서 레드나인픽처스로 바뀌어 제작을 다시 시작할 준비를 하고 있다는 취재 내용을 다루고 있으며[4] 제작 중단의 구체적인 사례처럼 언급된 다른 드라마들 역시 제작사 모두가 제작 무산을 부정하는 공식 입장을 싣고 있다. 하지만 기본적으로 제목 위주로 소비되는 연애 보도 특성상 커뮤니티 전체에 제작 무산이 확정된 것처럼 잘못 알려졌다.[5] 이후 제작 상황이 다시 바뀔 수도 있으나 일단 9월 기준으로는 공식적으로 제작 무산이 아닌 상황이다.
- 2023년 8월 이후 제작 중단 기간 동안 당초 이세나 역을 맡기로 했던 배우 강해림이 하차했으며 이 소식은 촬영 재개가 결정된 10월에 공식 보도를 통해 알려졌다.# 이후 하차한 강해림의 후임으로 이세나 역을 맡는 배우가 연우라는 사실도 보도 되었다.# 연우는 앞선 2020년에 방송되었던 SBS 금토 드라마 《앨리스》에서 극 중 김희선이 맡은 역할 윤태이 동생 윤태연으로 조연 출연한 인연이 있다.
- 연우, 김희선은 SBS 금토 드라마 《앨리스》 이후 4년 만에 재회하여 캐스팅되었다.

## 수상
- 2024년 MBC 연기대상 베스트 캐릭터상 (권해효)

## 같이 보기
- 대한민국의 텔레비전 드라마 목록 (ㅇ)
- 2024년 대한민국의 텔레비전 드라마 목록